# Les Nouveaux Libertins
Les Nouveaux Libertins (en italien : Altri libertini) est le premier livre de l'écrivain italien Pier Vittorio Tondelli.
Le livre est publié en 1980 par Feltrinelli et se présente comme une collection de six histoires qui sont vaguement liées les unes aux autres : Postoristoro, Mimi e istrioni, Viaggio, Senso contrario, Altri libertini et Autobahn. Les histoires présentent la vie et les exploits de jeunes hommes et femmes dans les années 1980 et Tondelli, à travers ses écrits, dépeint leurs rêves, leurs douleurs, leurs émotions, leur ingéniosité et, parfois, leurs erreurs irréparables.
Alors que le livre est une série d'histoires courtes, l'auteur préfère le décrire comme un roman épistolaire afin de souligner le fil conducteur qui relie toutes les histoires les unes aux autres.

## Réception
Le livre reçoit une attention considérable lors de sa publication et est censuré par les autorités pour obscénités vingt jours après sa parution en Italie, alors que la troisième édition est en préparation. Cette censure n’empêche pas le livre de circuler, et fait de Tondelli le symbole d’une nouvelle génération d’écrivains. Tandis que la majeure partie de la critique définit l’ouvrage comme un phénomène passager, celui-ci rencontre un grand succès auprès du public, souvent du même âge que l’auteur, attiré par les thèmes abordés et par l’audace de l’écriture transgressive.

## Éditions
- (it) Altri libertini, Milan, Feltrinelli, 1980 (ISBN 88-07-88381-3)
- (es) Otros libertinos, Barcelone, Anagrama, 1982
- Les Nouveaux Libertins, Paris, Éditions du Seuil, 1987
- (ca) Els nous llibertins, Barcelone, Laia, 1989
- (de) Andere Freiheiten, Reinbek, Rowohlt, 1990
- (pl) Libertyni inaczej, Cracovie, Ha!art, 2012